# Tammy Lynn Michaels
Tammy Lynn Michaels, nome d'arte di Tammy Lynn Doring (Lafayette, 26 novembre 1974), è un'attrice e blogger statunitense.

## Carriera
La sua passione per la recitazione nasce durante gli anni della scuola media inferiore. Dopo il diploma si trasferisce a New York per frequentare i corsi della American Musical and Dramatic Academy, che tuttavia lascia dopo aver completato tre semestri.
Michaels raggiunge la popolarità nel 1999, quando entra a far parte del cast della serie televisiva Popular, nella quale interpreta il ruolo di Nicole Julian fino al 2001, anno in cui il telefilm chiude definitivamente la produzione.
Nel 2002 appare in tre episodi di That '80s Show nel ruolo di Patty.
Nel 2003 è una delle protagoniste del cortometraggio di Angela Robinson D.E.B.S., non appare però nella versione allungata della pellicola, prodotta l'anno successivo.
Nel 2004 partecipa a tre episodi del telefilm The L Word, nella parte di Lacey Haraway.
Nel 2005 è nel cast fisso della sitcom Pazzi d'amore.

## Vita privata
Nel 2003 si fidanza ufficialmente con la cantante Melissa Etheridge; le due convolano a nozze nel 2008 in California. Nell'aprile 2006 partorisce due gemelli, Miller Steven e Johnnie Rose. Dal 2005 ha un blog su internet.

## Filmografia

### Televisione
| Anno      | Titolo         | Ruolo         | Note       |
| --------- | -------------- | ------------- | ---------- |
| 2005      | Pazzi d'amore  | Tess          | 12 episodi |
| 2004      | The L Word     | Lacey Haraway | 3 episodi  |
| 2002      | That '80s Show | Patty         | 3 episodi  |
| 1999-2001 | Popular        | Nicole Julian | 43 episodi |

### Cortometraggi
| Anno | Titolo   | Ruolo | Note |
| ---- | -------- | ----- | ---- |
| 2003 | D.E.B.S. | Max   |      |

### Apparizioni tv
| Anno | Titolo                               | Ruolo     | Note       |
| ---- | ------------------------------------ | --------- | ---------- |
| 2009 | Kathy Griffin: My Life on the D-List | Se stessa | 1 episodio |
| 2006 | Celebrity Weddings: In Style         | Se stessa |            |

## Doppiatrici italiane
Nelle versioni in italiano delle opere in cui ha recitato, Tammy Lynn Michaels è stata doppiata da:
- Laura Latini in Popular
- Giorgia Brugnoli in Pazzi D'amore
- Federica De Bortoli in The L Word